# Jens Hundseid
Jens Valentinsen Hundseid (n. 6 mai 1883, Comuna Vindafjord, Rogaland, Norvegia – d. 2 aprilie 1965, Oslo, Norvegia) a fost un politician norvegian din Partidul Agrarian⁠(d). A fost membru al Parlamentului norvegian între 1924 și 1940 și al 20-lea prim-ministru al Norvegiei⁠(d) între 1932 și 1933.
Hundseid s-a simțit obligat să se alăture partidului Nasjonal Samling, care i-a susținut pe naziști în 1940, o alegere pe care a atribuit-o mai târziu „lașității”. În epurarea legală⁠(d) din Norvegia după al Doilea Război Mondial, a fost condamnat la 10 ani de închisoare. Grațiat în 1949, a trăit o viață retrasă în Oslo până la moartea sa în 1965.

## Începutul vieții, educația și cariera civilă
Hundseid s-a născut la ferma Hundseid din Vikedal, care aparținea de generații întregi familiei mamei sale. A studiat la o școală agricolă locală și mai târziu la Universitatea de Agricultură a Norvegiei⁠(d), unde a fost, alături de Jon Sundby⁠(d) și Håkon Five⁠(d), unul dintre studenții de top. După ce și-a terminat studiile în 1905, a lucrat la școli secundare până în 1908, când a devenit cercetător la Universitatea Agricolă și a studiat pentru scurt timp agricultura în Anglia și Scoția în 1911. A lucrat ca profesor la Școala Agricolă din Sem în 1910–1912 și la Școala Agricolă din Telemark 1912–1913. A fost redactor la Eidsvold Blad⁠(d) 1916–1918 și a combinat această activitate cu cea de profesor la liceul popular Eidsvoll. A devenit șef al Școlii Agricole Telemark în 1918. După ce s-a căsătorit cu fiica unui fermier în 1912, a condus și ferma familiei soției sale după 1913.

## Politică
Potrivit lui Halvdan Koht,⁠(d) care l-a cunoscut pe Kolseid când era tânăr, el la început era conservator⁠(d) dar mai târziu a simpatizat cu Partidul Liberal. A devenit membru al Partidului Fermierilor la înființarea acestuia în 1920.
El a candidat din partea Asociației Agrare Norvegiene la alegerile parlamentare din Norvegia din 1918⁠(d) și din partea Partidului Fermierilor la alegerile din 1921⁠(d), de fiecare dată fără a fi ales. El a fost ales în Parlamentul Norvegiei din partea Partidului de Centru în regiunea Telemark la alegerile legislative din 1924⁠(d).
În Parlament, a fost membru al Comisiei pentru afaceri sociale între 1924 și 1931. Mai târziu a devenit membru al Comisiei pentru silvicultură și cursurile de apă și în 1937 membru al Comisiei pentru învățământul universitar și superior. 
A devenit membru al Comitetului Executiv al Partidului Fermierilor în 1926 și în același an a fost ales lider adjunct sub Kristoffer Høgset. În 1929, a devenit lider al partidului, funcție pe care a deținut-o până în 1938. De asemenea, a ocupat funcția de lider parlamentar al Partidului Fermierilor din 1931 până în 1940, cu excepția perioadei 1932–1933 când a ocupat funcția de prim-ministru. În cadrul partidului, era apreciat drept un bun administrator.
În calitate de membru al Comisiei sociale, Hundseid a intrat în opoziție cu Partidul Muncitoresc pe probleme de șomaj, unde a susținut adesea că șomerii ar putea face mai multe pentru a obține un loc de muncă și a considerat că sprijinul economic pentru ei ar trebui în mare parte să se limiteze la accesul la cantine sociale. Relația sa cu Partidul Liberal și cu liderul acestuia, Johan Ludwig Mowinckel⁠(d), a fost și ea adesea tensionată.

## Prim-ministru și revenirea în parlament
Când Partidul Fermierilor și-a format primul cabinet în 1931, Peder Kolstad a fost ales ca prim-ministru în locul lui Jens Hundseid, care era considerat prea controversat pentru acest rol în condițiile în care partidul nu era nici măcar aproape de a avea majoritatea în Parlament. El nici nu a fost inclus în cabinet. Cu toate acestea, când Kolstad a murit în anul următor, Hundseid a fost numit prim-ministru în martie 1932 și a format Cabinetul Hundseid⁠(d), în cea mai mare parte cu aceiași miniștri ca și în precedentul Cabinet Kolstad. Pe lângă funcția de prim-ministru, Hundseid a fost și ministrul Agriculturii. Hundseid nu a vrut ca ministrul Apărării, Vidkun Quisling, să continue în cabinet, dar Quisling a ținut o pledoarie convingătoare pentru a fi păstrat și a fost susținut de mulți alți miniștri. A fost inclus în cabinet, dar a avut o relație dificilă cu Hundseid de la început.
În aprilie 1932, Quisling a atacat puternic Partidul Laburist în trontale (dezbaterea de deschidere a sesiunii) din Parlament. Partidul Laburist a răspuns printr-o moțiune de cenzură împotriva cabinetului, dar nu a obținut majoritatea pentru moțiune.
În vara anului 1932, diplomatul Fritz Wedel Jarlsberg⁠(d) a fost autorizat în secret de către Hundseid pentru a negocia disputa Groenlandei de Est cu Danemarca. În octombrie, s-a întors în Norvegia cu o propunere de tratat prin care Norvegia renunța la pretenția de suveranitate asupra Groenlandei de Est⁠(d), dar primea drepturi economice de pescuit și de vânătoare în zonă. Negocierile nu au fost cunoscute public înainte de vara anului 1933, când Norvegia a pierdut disputa la Curtea Internațională de Justiție, iar Hundseid, care la acea dată demisionase din funcția de prim-ministru, a fost aspru criticat în Parlament pentru că a permis negocierile.
Cabinetul Hundseid a căzut în martie 1933, când Partidul Laburist și Partidul Liberal au susținut împreună o moțiune de cenzură pe tema politicii economice a cabinetului. A fost înlocuit cu al treilea cabinet Mowinckel. Hundseid a revenit la rolul său anterior de lider de grup parlamentar și președinte al partidului.

## Apartenența la Nasjonal Samling și condamnarea de după al Doilea Război Mondial
După ocuparea Norvegiei de către Germania Nazistă⁠(d) în aprilie 1940, Hundseid a fost abordat în timpul verii de un reprezentant al Reichskommissariat Norwegen, care dorea ca Hundseid să conducă o nouă organizație pentru fermieri, care trebuia să înlocuiască Asociația Agrară Norvegiană. Hudseid a refuzat oferta. În toamnă, a fost chemat la o întâlnire cu consilierul de stat din Nasjonal Samling, Sverre Riisnæs⁠(d). Într-o întâlnire ulterioară, Riisnæs ia dat lui Hundseid o declarație scrisă de Quisling pe care dorea ca Hundseid să o semneze. Hundseid a semnat o declarație oarecum moderată în care a declarat că va deveni membru al Nasjonal Samling și va scrie articole în ziare în favoarea NS. După război, Hudseid s-a distanțat de Nasjonal Samling și de fascism, dar era cunoscut cu un istoric de declarații dure și antisemite, inclusiv afirmații că evreii „nu sunt norvegieni adevărați”.
După eliberarea Norvegiei la 8 mai 1945, Hundseid a fost arestat a doua zi. În timpul epurării legale⁠(d) a fost acuzat de cinci infracțiuni:
- Trădare, pentru că s-a alăturat lui Nasjonal Samling după ocupație.
- Că a încercat să facă presiuni asupra membrilor administrației din Buskerud să devină membri în Nasjonal Samling.
- Că a scris două articole în Buskerud Blad⁠(d) și Fritt Folk⁠(d), publicate în 1940, unde a încurajat oamenii în general să devină membri în Nasjonal Samling[20]
- Că într-o circulară adresată primarilor din Buskerud, i-a încurajat să colaboreze cu Nasjonal Samling.
- A acordat 5.000 de coroane norvegiene membrilor de familie supraviețuitori ai norvegienilor care au luptat pentru Germania pe Frontul de Est.[17]

În ciuda istoricului său de antisemtism, unii istorici îl consideră un în principal un membru pasiv al lui Nasjonal Samling.
În lagmannsrett⁠(d), a fost găsit vinovat și condamnat la doisprezece ani de muncă penală⁠(d), confiscarea a cca. 54.000 de coroane și plata unei despăgubiri de 25.000 de coroane. Instanța supremă a redus pedeapsa la zece ani de muncă penală și a redus și cuantumul sumei confiscate.
A fost eliberat în 1949, după ce a stat în închisoare timp de patru ani.

## Ultimii ani
Hundseid a murit la Oslo la 2 aprilie 1965. A fost înmormântat la cimitirul Komnes din Sandsvær, acum în Kongsberg.